# Club Petrolero
Il Club Petrolero è una società calcistica boliviana di Cochabamba, fondata il 16 aprile 1950.

## Storia
In seguito alla sua fondazione prese parte al campionato del Dipartimento di Cochabamba. Nel 1969 partecipò per la prima volta alla Copa Simón Bolívar. Ebbe l'occasione, nel 1977, di entrare nel novero delle squadre della prima edizione del campionato professionistico, giungendo al quarto posto nel proprio girone nel secondo turno, dopo aver passato la prima fase. Nei primi anni di militanza in massima serie mantenne posizioni di metà classifica, raggiungendo occasionalmente la seconda fase del torneo, come ad esempio nel 1979 o nel 1982. Nel 1980, nel primo torneo a girone unico nella storia del calcio professionistico boliviano, giunse al terzo posto. Nel 1985 raggiunse la fase a eliminazione diretta: perse il confronto in semifinale con il Bolívar di La Paz. Nel 1987 fu retrocesso in seconda serie. Tornò nel 1991, torneo in cui giunse di nuovo in seconda fase. Nel 1993 viene retrocesso per problemi finanziari.
Nella stagione 2011-2012 vince La Liga Nacional B e viene promosso nella massima serie boliviana.
Nel 2017, partecipa per la prima volta alla Copa Sudamericana, venendo eliminato al primo turno dagli ecuadoregni del Club Deportivo Universidad Católica.

## Palmarès

### Competizioni nazionali
- Liga Nacional B: 1

2011-2012

### Altri piazzamenti
- Campionato boliviano:

Terzo posto: 1980
- Liga Nacional B:

Secondo posto: 2013-2014